# Szatmárcseke
Szatmárcseke is een plaats (község) en gemeente in het Hongaarse comitaat Szabolcs-Szatmár-Bereg. Szatmárcseke telt 1558 inwoners (2001).